# Natalya Durova

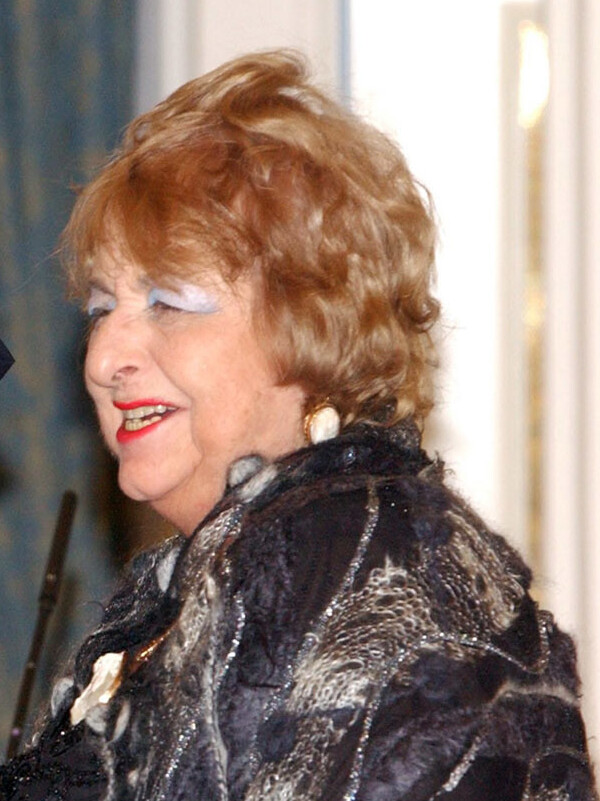
2004

Natalya Durova (1934 — 2007) foi uma artista de circo e treinadora de animais russa. Durova começou a trabalhar em circos quando tinha quatro anos de idade. Durante a Segunda Guerra Mundial, apresentou-se para o Exército Vermelho. Quando tinha nove anos de idade, recebeu um distintivo de Gueorgui Júkov. Também dirigiu o Teatro de Animais Durov e foi uma Artista do Povo da União Soviética.